# Fieseler
 (septembre 2017).
Fieseler (raison sociale complète en allemand : Gerhard Fieseler Werke GmbH) est une société de construction aéronautique allemande. Fieseler est surtout connue pour avoir construit l'avion de type ADAC Storch (cigogne) et le premier missile de croisière V1.

## Historique

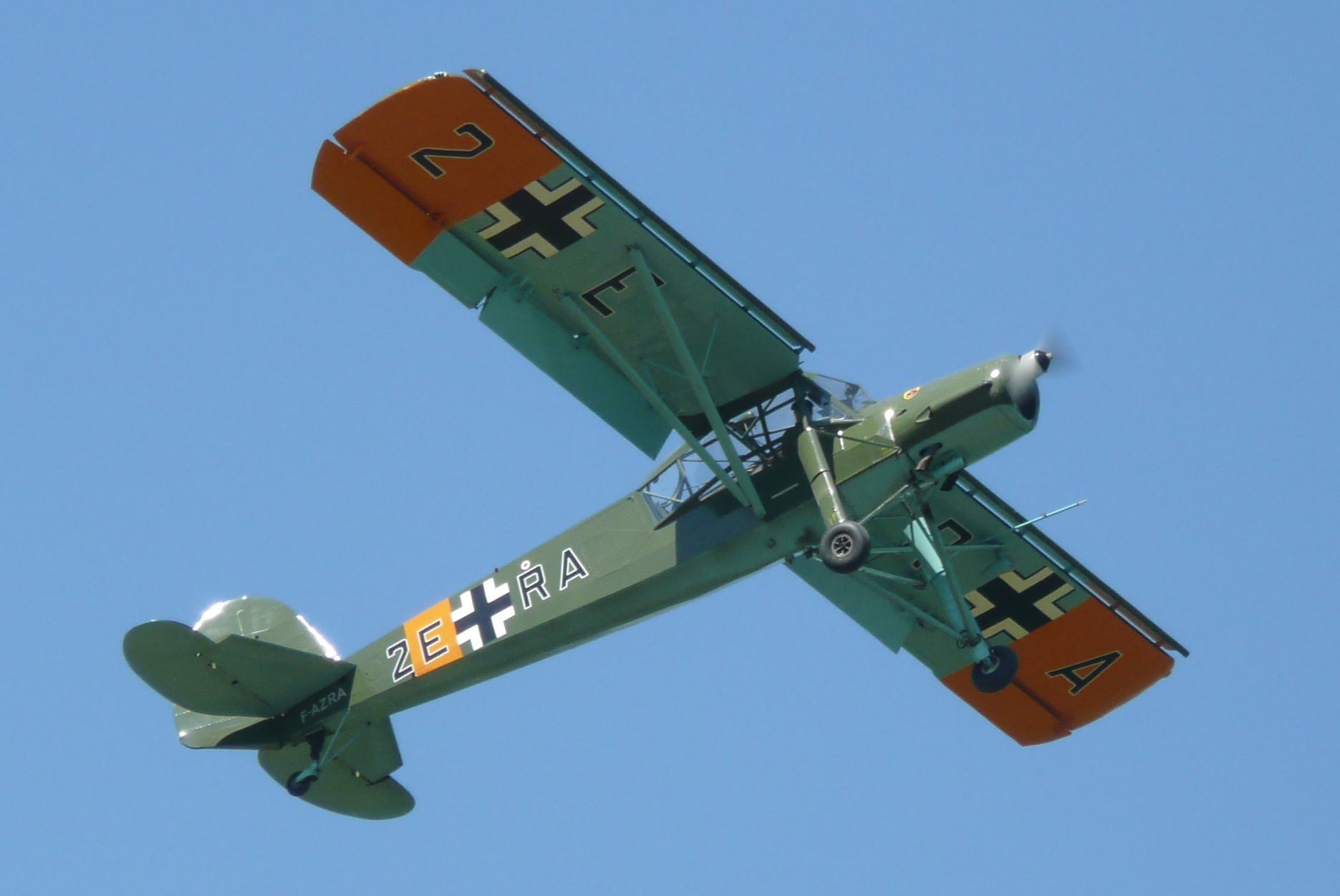
Un Fieseler Fi 156 Storch en vol

En 1930, Gerhard Fieseler racheta l'usine de construction de planeurs de Cassel Segelflugzeugbau Kassel et la rebaptisa Fieseler Flugzeugbau (Constructions aéronautiques Fieseler).
En 1933, la fabrication d’avions de compétition fut transférée d'Ihringshausen à Bettenhausen dans les halls d’une ancienne fabrique de munitions. Le ministère allemand de l’Air (Reichsluftfahrtministerium) commanda en 1934 à Fieseler des avions civils et le développement d’un avion de bombardement en piqué (Stuka). Un an plus tard la production du Fi 156 baptisé Fieseler Storch (La cigogne de Fieseler) était lancée, l'usine fabriquant en même temps sous licence des (Messerschmitt Bf 109). L’usine employait 5 300 personnes en 1938 et reçut la distinction d’usine modèle national-socialiste (NS-Musterbetrieb). Au 1er avril 1939, Fieseler Flugzeugbau fut rebaptisée Gerhard Fieseler Werke GmbH.
Le 5 juin 1942, le RLM commanda le développement d'un « projectile à longue portée en forme d’avion » (Ferngeschoss in Flugzeugform). L’ingénieur de Fieseler Robert Lasser développa alors la bombe volante Fieseler Fi-103 plus connue sous la désignation Vergeltungswaffe (arme de représailles) V1) qui fut alors produite en masse par plus de cinquante usines d’armement allemandes à partir de mars 1944. Sur les 35 000 V1 fabriqués, 9 251 furent tirés en direction de l’Angleterre (essentiellement sur Londres) et 6 551 contre Anvers. Les usines Fieseler de Bettenhausen et de Waldau furent attaquées le 28 juillet 1943 lors du premier bombardement de Cassel par l’aviation américaine. Les bombes détruisirent surtout des zones habitées et la filature Spinnfaser AG située à proximité. Plus de dix mille personnes périrent cependant lors de l’attaque de Cassel par la RAF le 22 octobre 1943. Toutes les usines furent aussi sévèrement touchées. Par la suite, les quantités exigées par la Luftwaffe ne pouvaient plus être atteintes et Gerhard Fieseler fut démis de son poste de directeur des usines Fieseler le 29 mars 1944. Au 19 avril 1944, les usines remises en état furent de nouveau bombardées et détruites, cette fois-ci par des bombardiers américains. L’un des employés de Fieseler (jusqu’en 1941) était l’ingénieur Erich Bachem qui développa de 1944 à 1945 dans sa propre usine le premier avion-fusée à décollage vertical Bachem Ba 349 "Natter" (vipère). Plus tard, en 1957, il produisit chez Hymer la caravane « Eriba ».
Le 15 octobre 1947 les gouverneurs militaires alliés annoncèrent le démantèlement des usines Gerhard Fieseler dans le cadre du plan de démontage du complexe militaro-industriel allemand.
Les trois usines de Cassel employaient plus de dix mille ouvriers (hommes et femmes) forcés, dont des milliers de Hollandais et de Français (voir STO).
La fondation Gerhard-Fieseler Stiftung a été créée le 17 octobre 1980. Son but est de soutenir les institutions sociales à but lucratif comme les clubs de sport, l’aide aux personnes âgées et l'art et la culture.

## Autres appareils construits par Fieseler
- Fi 2 Tiger (en) avion de compétition, 1932
- Fieseler Fi 5 (en), avion de compétition et d’entraînement
- Fi 97, avion de compétition et tourisme monoplan, 1934
- Fieseler Fi 98, biplan de combat
- Fieseler Fi-103, bombe volante plus connue sous l’abréviation V1
- Fi 103 Reichenberg, bombe volante pilotée
- Fi 156 Storch (Stork), ADAC de reconnaissance
- Fieseler Fi 167, biplan bombardier torpilleur et de reconnaissance
- Fieseler Fi 333 (en), transport (concept)

Autres avions construits sous licence
- Messerschmitt Bf 109, notamment le modèle Bf 109 T à ailes rabattables uniquement produit chez Fieseler. Il devait être mis en œuvre sur le porte-avions « Graf Zeppelin » qui ne fut jamais terminé.
- Focke-Wulf Fw 190